# انتخابات سراسری زامبیا (۲۰۱۶)
در روز پنجشنبه ۱۱ اوت ۲۰۱۶ برابر با ۲۱ مرداد ۱۳۹۵ انتخابات سراسری زامبیا به‌منظور انتخاب رئیس‌جمهور و مجلس ملی این کشور برگزار شد. در کنار این انتخابات، همه‌پرسی قانون اساسی نیز به منظور اصلاح اعلامیه حقوق بشر و اصل ۷۹ برگزار شد.
در این انتخابات ادگار لونگو توانست با کسب کمی بیش از ۵۰٪ از آرا بار دیگر انتخاب شود.

## پیشینه
در انتخابات سراسری پیشین که در ۲۰۱۱ (۱۳۹۰) برگزار شد جبههٔ میهن‌پرستی (PF) پیروز شد و نامزد آن‌ها به نام مایکل ساتا رئیس‌جمهور گردید. اعضای این جبهه ۶۱ کرسی از ۱۵۰ کرسی مجلس ملی این کشور را به دست آوردند. با مرگ ساتا در اکتبر ۲۰۱۴ (آبان ۱۳۹۳)، انتخابات ریاست‌جمهوری زودهنگام برای انتخاب جانشین وی و تکمیل روزهای باقیمانده از دورهٔ پنج سالهٔ او برگزار گردید. در آن انتخابات ادگار لونگو از جبههٔ میهن‌پرستی انتخاب شد.

## روش
هر چند رئیس‌جمهور در ادوار پیشین با برگزاری یک دور رأی‌گیری طبق نظام نخست‌نفری انتخاب می‌شد اما مجلس ملی زامبیا در حال بررسی نظام دومرحله‌ای برای انتخاب رئیس‌جمهور است.
از ۱۵۹ نمایندهٔ عضو مجلس ملی، ۱۵۰ تن در حوزه‌های انتخابی تک نماینده طبق نظام نخست‌نفری انتخاب می‌شوند. هشت نمایندهٔ دیگر را رئیس‌جمهور برمی‌گزیند و رئیس این مجلس از خارج از آن انتخاب می‌گردد.
سن قانونی رأی دادن در زامبیا، ۱۸ سال است و نامزدهای مجلس ملی باید دست‌کم ۲۱ سال داشته باشند.